# Karan Arjun
Karan Arjun (Devanagari: करन अरजुन Nastaliq: کرن اَرجُن) è un film indiano diretto e prodotto da Rakesh Roshan e con protagonisti Shahrukh Khan, Salman Khan, Kajol, Mamta Kulkarni, Raakhee, Amrish Puri, Johnny Lever e Ranjeet. Il film è stato distribuito il 13 gennaio 1995, ed è stato il secondo maggiore incasso dell'anno in India.